# میلوسلاو هامر
میلوسلاو هامْر (انگلیسی: Miloslav Hamr؛ زادهٔ) بازیکن تنیس روی میز بود.
وی در مسابقات کشوری و بین‌المللی در مجموع برنده ۲ مدال طلا شده‌است.